# Philippe de La Hire
Philippe de La Hire (Parigi, 18 marzo 1640 – Parigi, 21 aprile 1718) è stato un matematico, astronomo e architetto francese.
È indicato anche come Philippe Lahire o Phillipe de La Hire

## Biografia
Nasce a Parigi, figlio di Laurent de La Hyre, noto pittore. Nel 1660 si reca a Roma e successivamente a Venezia per studiare pittura e per cercare un clima migliore per la sua debole salute. A Venezia studia prospettiva e questo lo conduce ad appassionarsi di Geometria. Al suo ritorno a Parigi nel 1664 esercita la pittura ma si occupa sempre di più di argomenti scientifici e rivela grande attitudine per la matematica. 
Egli viene influenzato soprattutto da Girard Desargues, che aveva conosciuto come frequentatore della sua casa fin dall'infanzia. Desargues lo induce ad occuparsi di geometria proiettiva, ed egli, quindi, rimane lontano dagli importanti sviluppi che in quel tempo aveva l'analisi infinitesimale.
Nel 1678 diventa membro della Académie des Sciences e successivamente si occupa di astronomia e compila tavole dei movimenti del Sole, della Luna e dei pianeti. A partire dal periodo 1679–1682 compie numerose osservazioni e misurazioni della linea costiera della Francia e nel 1683 contribuisce alla mappatura del territorio francese estendendo il meridiano di Parigi verso nord. 
Nel 1683 La Hire assume la cattedra di matematica del Collège Royale. Dal 1687 fino alla fine dei suoi giorni insegna alla Académie royale d'architecture.
Lo scrittore e aforista Bernard le Bovier de Fontenelle lo definì "una Accademia fatta persona".

## Opere
- Nouvelle Méthode en Géométrie pour les sections des superficies coniques et cylindriques (1673)
- Nouveaux Éléments des Sections Coniques: Les Lieux Géométriques : Les Constructions ou Effections des équations (1679)
- La Gnomonique ou l'Art de faire des Cadrans au Soleil (1682)
- Sectiones conicæ in novem libros distributæ (1685)
- Tables du soleil et de la lune (1687)
- Traité de la coupe des pierres (1687)
- École des arpenteurs (1689)
- Remarques sur l'époisseur qu'on doit donner aux pieds droits des voutes et aux murs des dômes ou voutes de four (1692)
- Traité de mecanique : ou l'on explique tout ce qui est nécessaire dans la pratique the arts, & les propriétés des corps pesants lesquelles ont un plus grand usage dans la physique (1695)
- Architecture civile (1698)
- (LA) Tabulae astronomicae, Paris, Jean Boudot, 1702.
- Planisphere celeste (1705)
- Mémoire sur les conchoïdes (1708)
- Sur la construction des voûtes dans les édifices (1712)